# Pascal Lardellier
 (novembre 2023).
 (février 2023).
Pascal Lardellier, né le 6 avril 1964 à Lyon, est un professeur des universités français en sciences de l'information et de la communication à l’université de Bourgogne Franche-Comté (Dijon).
Auteur de plus d’une vingtaine d’ouvrages de recherche ou de vulgarisation et d’articles scientifiques, il organise des colloques ou journées d’études et s’exprime dans les médias français et francophones. 
Directeur de collections chez L’Harmattan (Paris) et ISTE (Londres), il a accompagné l’édition d'une soixantaine d'ouvrages de sciences sociales. Il est par ailleurs co-rédacteur en chef de la revue franco-coréenne Epistémè (éditée à la Koryo University de Séoul). Il est invité à donner des conférences par des universités étrangères (Séoul, Rome, Moscou, Florence, Bucarest et Galati (Roumanie), Santiago et Talca (Chili), Boston, Londres, Maracaibo (Venezuela).

## Biographie

### Études
Pascal Lardellier a suivi une formation interdisciplinaire à Lyon et à Saint-Étienne : il a commencé ses études par un DEUG de Lettres modernes à l'Université Jean-Moulin-Lyon-III. Après avoir effectué un service militaire entre 1984 et 1985 à Berlin-Ouest (46° Régiment d’infanterie, Quartier Napoléon), il a obtenu un BTS « Publicité et action publicitaire » à l'École Reynaud à Lyon. 
Il s’est ensuite orienté vers une Licence « Information-communication » à l'Université Jean-Moulin-Lyon-III, puis vers une Maîtrise « Information-communication » spécialité « Journalisme » en effectuant un stage de 3 mois au bureau de Lyon de l’AFP en 1988. 
Suivirent un parcours en Licence d’Histoire, un DEA « Histoire du livre » à Lyon III et à l'ENNSIB avec la rédaction d'un mémoire portant sur « L’apparition et l’évolution de la page de titre dans l’imprimerie humaniste lyonnaise ». Il a soutenu sa thèse de Doctorat en sciences de l’information-communication, orientation anthropologie historique, sur « Les Entrées royales, d’un événement à ses discours : médiation rituelle et rhétorique de l’idéalité » à l'Université Lumière-Lyon-II, en 1993, avec les « Félicitations du jury ». 
C’est en novembre 1999 qu’il a obtenu l’habilitation à diriger des recherches (HDR) en sciences de l’Information-communication, orientation socio-anthropologie dont le sujet est « Vers une théorie du lien rituel. Anthropologie et communication », à l'Université Jean-Monnet-Saint-Étienne, en 1999, éditée en 2002 chez L’Harmattan avec une postface d’Alain Caillé (ouvrage traduit en roumain en 2005).

### Expertises
Pascal Lardellier a mené diverses missions d’expertises, et est régulièrement consulté comme expert : il a été auditionné à l’Assemblée nationale en commission en juillet 2021 (« Covid, médias et nouveaux médias : circulation des discours »).
Il a été président du Comité d’expertise de l’AEQES, expertise, en 2010 et 2011, des filières d’enseignement supérieur en information-communication de la Communauté francophone de Belgique (Bruxelles, Liège, Louvain-la-neuve, Namur, Mons…).
Il a mené un expertise anthropologique autour de la symbolique du GIGN de 2006 à 2011.
Il a aussi été expert (auditionné) par le Conseil de l’éthique publicitaire (2019) sur « Représentation des seniors et âgisme dans la publicité ».
Il a mené en partenariat une mission d’expertise en ethno-marketing pour le syndicat professionnel d’opticiens "Club Optic-Libre" en 2018-2019.

## Recherches

### Courants et perspectives de recherches
Les travaux menés par Pascal Lardellier sont foncièrement interdisciplinaires, même s’il prend soin de toujours rappeler leur inscription dans la sphère théorique des sciences de l’information et de la communication (études des faits et effets de médiations, tour à tour symboliques et technologiques, mais aussi des relations comme processus, des jeux d’interactions, du rôle des dispositifs numériques dans les rapports sociaux). Plus largement, il poursuit un projet prenant sens dans la lignée de « l’anthropologie des mondes contemporains » telle que définie par Marc Augé dans un ouvrage éponyme en 1994 (les Apple Store, le GIGN, les confréries vineuses de Bourgogne ou le restaurant « Les Grands Buffets » à Narbonne). Il rend de même un tribut théorique à la microsociologie et à l’interactionnisme symbolique dans des ouvrages dirigés sur Erving Goffman (les relations à l’ère du Covid, la bonne distance ?). Plus largement, il mobilise des cadres théoriques et des concepts empruntés aux théories du don dans une perspective mausienne (Alain Caillé, grand relecteur de Marcel Mauss et fondateur-animateur de La Revue du MAUSS, a postfacé son Théorie du lien rituel, L’Harmattan, 2003), et aussi la sociologie des usages numériques, les théories de la relation (qu’il enseigne) et l’histoire et épistémologie de la communication (cours, séminaires doctoraux…).

### Thèmes de recherches
Pascal Lardellier a consacré ses ouvrages, articles de recherche et chapitres d’ouvrages à des objets auxquels il a apporté différents éclairages, en faisant varier les focales, avec une logique récursive : les formes et fonctions des rites dans les sociétés contemporaines (grandes cérémonies politiques, médiatiques, commerciales…), les rites d’interaction (civilités, distanciation…). Mais aussi les médiations sensibles (gestualité, olfaction…) et technologiques (rencontre amoureuse numérisée, culture numérique…). De même, l’anthropologie de la consommation et du management constitue un thème récurrent de ses recherches, tout comme le célibat, la condition célibataire et les modalités (textuelles, contextuelles, technologiques…) de la rencontre amoureuse. Pascal Lardellier est connu pour avoir développé une analyse critique des pseudosciences du « décodage du langage non-verbal ». Ceci s’inscrit plus largement dans son interrogation de ce qu’il appelle les « arcanes des relations interpersonnelles ».

## Attaches Institutionnelles
Université de Bourgogne Franche-Comté (Professeur)
IUT de Dijon, vice-Président du Conseil scientifique depuis 2013
Laboratoire CIMEOS (EA 4177), l’image, le sensible et les médiations en information et communication, Université de Bourgogne, Dijon, responsable scientifique d’un séminaire d’épistémologie, depuis 2020. Directeur de 22 thèses et garant de 14 Habilitations à Diriger les Recherches, ayant siégé dans plus de 120 jurys internationaux, dont 30 présidence, en information-communication mais aussi en sociologie, anthropologie, sciences de gestion et marketing.
Conseil National des Universités 71° section (sciences de l’information-communication), liste « Action-Interaction » (2015-2022).
École doctorale LECLA, Université de Bourgogne Franche-Comté
École doctorale de l’Université de Corse à Corte, chargé de séminaire doctoral depuis 2010
École Supérieure de Commerce de Paris (ESCP Business School), chargé de séminaire, « Ethno-marketing et ritualisation de la consommation », Master « Marketing et Communication » et Chaire ESCP « BearingPoint Retail ing 4.0 »
Éditions L’Harmattan, Paris : directeur de la collection « Des Hauts et Débats » depuis 2010 (60 ouvrages publiés)
Editions ISTE, Londres, directeur scientifique de la collection « Gouvernance et Sacré » depuis 2016 (10 ouvrages parus/à paraître)
Groupe IGS, Institut de Gestion Sociale depuis 2008 (correspondant académique, conseiller scientifique) Chaque année, il co-organise à Paris en décembre au sein du Groupe IGS les journées « Gouvernance et Sacré », rassemblant une trentaine de chercheurs, de managers (RH, management, sociologie, sciences de la communication…) et de personnalités

## Enseignements
À l’instar de ses recherches, les enseignements de Pascal Lardellier se caractérisent par leur caractère interdisciplinaire. À l’IUT de Dijon, à l’Université de Bourgogne et dans les institutions référencées ci-dessus, il donne des cours et des conférences et tient des séminaires sur des thèmes comme les théories des relations interpersonnelles, situées et numérisées, la sociologie des médias et des usages du numérique, l’histoire de l’information et de la communication (techniques et technologies, médias, idéologie, Utopie…) et de la société numérique. Il évoque dans ses séminaires les nouveaux objets et les nouveaux terrains de l’anthropologie,  l’ethno-marketing (histoire, concepts, terrains…) et la méthodologie de la recherche doctorale. Il tient chaque année depuis une quinzaine à l’Université Pasquale-Paoli de Corte (Université de Corte) un séminaire de quatre jours intitulé : « le Petit atelier de la recherche. La thèse de A à Z  ».

## Publications

### Ouvrages personnels
- Le Temps des terrasses  (préf. Philippe Delerm), Ateliers Henry Dougier, 2024
- Éloge de ce qui nous lie. L'étonnante modernité des rites, L'Aube, 2023
- S’aimer à l’ère des masques et des écrans, L’Aube, 2022
- À la bonne distance ? Petite anthropologie d’une crise sanitaire, MkF, 2022
- (en) The Ritual institution of Society, Londres, Wiley, 2019
- Sur les traces du rite. L'institution rituelle de la société, ISTE Éditions, 2019
- Enquête sur le business de la communication non-verbale : Une analyse critique des pseudosciences du « langage corporel », EMS, 2017
- Génération 3.0. Enfants et ados à l'ère des cultures numérisées, EMS, 2016
- Les Ados pris dans la Toile. Regards croisés sur les cyberaddictions et autres techno-dépendances adolescentes, Le Manuscrit, 2014 (avec Daniel Moatti)
- Rites, Risques et Plaisirs alimentaires, EMS, 2013
- Nos modes, nos mythes, nos rites. Le social, entre sens et sensible, EMS, 2013
- Les Réseaux du cœur. Sexe, amour et séduction sur Internet, F. Bourin, 2012
- Opéra bouffe. Une anthropologie gourmande de nos modes alimentaires, EMS, 2011
- La Guerre des mères. Parcours sensibles de mères célibataires, Fayard, 2009
- Faut-il brûler les rites ?, L’Hèbe, 2007
- Arrêtez de décoder. Pour en finir avec les gourous de la communication, L’Hèbe, 2008
- Les Célibataires. Idées reçues, Le Cavalier bleu, 2007
- Les odeurs nous mènent-elles par le bout du nez ?, L’Hèbe, 2007
- 11 septembre 2001. Que faisiez-vous ce jour-là ?, L’Hèbe, 2006
- Le Pouce et la Souris. Enquête sur la culture numérique des ados, Fayard, 2006
- Les Nouveaux Rites. Du mariage gay aux Oscars, Belin, 2005
- Le Cœur Net. Célibat et amours sur le Web, Belin, 2004
- Théorie du lien rituel. Anthropologie et communication, Paris, L’Harmattan, 2003
- Les Miroirs du paon. Rites et rhétoriques politiques dans la France de l’Ancien Régime, Honoré Champion, 2002
- Le Journal d’entreprise. Les ficelles du métier, Les éditions d’Organisation, 1998

### Ouvrages dirigés ou codirigés
- Actualité d’Erving Goffman. Relations, identités, communautés, Paris, L’Harmattan, 2023
- (es) Cultura, prácticas y emociones en la sociedad digital: aproximaciones interdisciplinarias, Santiago, Chili, RIL Editor, 2023 (co-édité avec Felipe Tello-Navarro, Universidad Santo Tomás, Chili et Verónica Gómez-Urrutia, Universidad Autónoma de Chile, Chili

- Rites et Civilités à l’ère de la Covid, Rome, Aracné, 2021 (directeur)

- La foi ou la loi ? Des racines religieuses aux origines sacrées de la laïcité française, L’Harmattan, 2022 (co-directeur)
- Les Nouvelles Médiations pédagogiques, L’Harmattan, 2021 (co-éditeur)
- Le Respect. Du respectable au respecté, à l’ère des interdits et des transgressions, L’Harmattan, 2002 (co-éditeur)
- Identité(s). Métamorphoses identitaires à l'ère d'Internet et de la globalisation, Paris, L'Harmattan, 2018 (co-éditeur)
- La Négociation. Techniques, valeurs et acteurs de la négociation, Paris, L'Harmattan, 2018 (co-directeur)

- Oser la laïcité, Paris, EMS, 2017 (co-directeur)
- Transmission(s): La médiation en révolution, Paris, EMS, 2016 (co-directeur)

- Actualité d'Erving Goffman, de l'interaction à l'institution, Paris, L'Harmattan, 2015 (directeur)
- Formes en devenir. Approches technologiques, communicationnelles et symboliques, Londres, ISTE, 2014 (directeur)
- L'Engagement. De la société aux organisations, L'Harmattan, 2013 (avec Richard Delaye)
- La Métamorphose des cultures. Sociétés et organisations à l'ère de la mondialisation, EUD, 2011 (directeur)

- Le Réseau pensant. Pour comprendre la société numérique, EUD, 2008 (co-directeur)

- Des cultures et des hommes. Clefs anthropologiques pour la mondialisation, L’Harmattan, 2005 (directeur)

- Violences médiatiques. Contenus, dispositifs, effets, L’Harmattan, 2003 (directeur)

- Entreprise et sacré. Regards transdisciplinaires, Hermès Lavoisier, 2012 (directeur)

- À fleur de peau. Corps, parfums et odeurs, Belin, 2003 (directeur)

### Podcasts
- The Conversation, série de podcasts « Objets cultes », 2022 et 2023[16]